# Mounakoro
Mounakoro est une commune située dans le département de Doumbala de la province de Kossi au Burkina Faso.

## Géographie
Mounakoro est limitée au nord par Samekuy, au sud par Téni et Zékuy, à l'est par Kiémé et à l'ouest par Doumbala et Bamperla. C'est un village encerclé par des rivières qui l'inondent le plus souvent au mois d'août.

## Économie
L'agriculture est la principale activité qui y est pratiquée mais cette activité rencontre d'énormes difficultés dues aux fortes pluviométries. Des champs inondés ou des routes qui mènent aux champs impraticables. Les cultures adaptées sont le sorgho et le riz pluvial mais aussi le petit mil, les arachides, le sésame, le coton et le haricot.

## Santé et éducation
La commune accueille un centre de santé et de promotion sociale (CSPS).